# Leptogaster antennalis
Leptogaster antennalis är en tvåvingeart som beskrevs av Emile Janssens 1954. Leptogaster antennalis ingår i släktet Leptogaster och familjen rovflugor.
Artens utbredningsområde är Madagaskar. Inga underarter finns listade i Catalogue of Life.